# 幸手市立図書館
幸手市立図書館（さってしりつとしょかん）は、埼玉県幸手市が設立・運営する公共図書館である。

## 概要
この幸手市立図書館は幸手市が運営する公立図書館であり、同市に在住・在勤・在学する者の他、久喜市・蓮田市・白岡市・南埼玉郡宮代町・北葛飾郡杉戸町の在住者も広域利用により利用することができる。
幸手市では市立図書館、香日向分館の他、東公民館（大字下宇和田）・西公民館（大字千塚）・南公民館（大字上高野）・北公民館（大字内国府間）においても図書コーナーが設けられており、市立図書館と同一の貸出カードによる貸出・返却業務も行っている。

## 市立図書館
所在地
- 埼玉県幸手市緑台2-5-25

アクセス
- 幸手駅より朝日自動車「杉戸高野台駅」行きに乗車、「大堰橋」停留所下車、徒歩約3分。
- 幸手駅より東南東へ（倉松川の下流方面へ）徒歩にて約16分。[1]（距離約1.2km）

休館日
- 毎週月曜日（祝日の場合は開館）
- 年末年始
- 特別整理期間

開館時間
- 9時00分～19時00分

## 香日向分館
所在地
- 埼玉県幸手市香日向4-5-1 旧香日向小学校1F

アクセス
- 東鷲宮駅より中田バス「幸手市コミュニティセンター」行に乗車、「香日向小学校」停留所下車。

休館日
- 毎週月曜日（祝日の場合は開館）
- 年末年始
- 特別整理期間

開館時間
- 9時00分～17時00分